# Halcampoides
Genre
Halcampoides est un genre d'anémones de mer de la famille des Halcampoididae.

## Liste des espèces
Selon World Register of Marine Species (25 septembre 2024) :
- Halcampoides abyssorum Danielssen, 1890 -- Atlantique nord-est
- Halcampoides elongatus Carlgren in Stephens, 1912 -- Atlantique nord
- Halcampoides purpureus (Studer, 1879) -- Tout le domaine Atlantique, Caraïbes et Méditerranée comprises

## Systématique
Le nom valide complet (avec auteur) de ce taxon est Halcampoides Danielssen, 1890,.

## Publication originale
- (da + en) D. C. Danielssen, « Actinida », Den Norske Nordhavs-expedition, 1876-1878 - Zoologi, Christiania, Grøndahl & Søns, vol. 5,‎ 1890, p. 1-184 (lire en ligne, consulté le 25 septembre 2024).